# Velódromo Francesc Alomar
El Velódromo Francesc Alomar es una instalación de ciclismo en pista al aire libre de Sinéu (Islas Baleares, España), construida en 1952. Es conocido también como la Voltadora de Sinéu o de Son Magí.
Técnicamente el Francesc Alomar es una voltadora (en castellano, volteadora), es decir, un tipo de pista ciclista más sencillo en el cual el peralte de las curvas no supera los 20 o 25 grados de inclinación (los velódromos convencionales pueden llegar a los 40-45 grados) y en el cual se permite el rodaje de bicicletas de carretera (con frenos, cambio de marcha, etc.) además de las de competición.

## Historia
Fue construido en los terrenos agrícolas de Son Magí a las afueras de la población, de ahí su nombre popular. Las primeras pruebas tuvieron lugar el 6 de julio de 1952, con motivo del primer aniversario del Club Ciclista Sineu, entidad deportiva que lo impulsó. Desde entonces acogería pruebas ciclistas con regularidad hasta 1960, en que cesó su actividad.
A principios de los años 70 pasó a ser administrado por el Club Ciclista Sineuense y la Federación Balear de Ciclismo abordó su reforma. Fue reinaugurado oficialmente el 15 de agosto de 1972 con la disputa de dos campeonatos de Baleares de velocidad y persecución por equipos. Entonces la pista vivió una etapa tan esplendorosa como breve, ya que se celebraron dos campeonatos de España entre 1972 y 1973, pero después de estas pruebas volvió a caer en desuso.
A partir de 1995 volvió a acoger pruebas con regularidad en todas las categorías, manteniéndose activo hasta la actualidad. En 2015 el consistorio municipal decidió rebautizar la pista con el nombre del afamado ciclista local Francesc Alomar con motivo del 60.º aniversario de su trágica muerte.

## Eventos

### Competiciones nacionales
- Campeonato de España de persecución por equipos: 1972.[1]
- Campeonato de España de fondo (aficionados): 1973.

### Competiciones regionales
- Campeonato de Baleares de velocidad (aficionados): 1972.
- Campeonato de Baleares de persecución por equipos: 1972.